# Autoritäre Persönlichkeit
Die Theorie der autoritären Persönlichkeit bezeichnet ein typisches Muster von Einstellungen und Persönlichkeitseigenschaften, die ein Potential für antidemokratische und faschistische Einstellungen und Verhaltensweisen bilden sollen. Während die Facetten des autoritären Verhaltens bzw. der Autoritarismus von vielen Autoren ähnlich beschrieben werden, unterscheiden sich die theoretischen Erklärungen, wie diese autoritären Züge durch spezifische psychische Verarbeitungsmuster wichtiger emotionaler Erfahrungen während der Kindheit und Jugend (Pubertät und Adoleszenz) entstehen.

## Begriffsgeschichte
Das heutige Verständnis der autoritären Persönlichkeit wurde hauptsächlich durch die 1950 von Theodor W. Adorno, Else Frenkel-Brunswik, Daniel J. Levinson und R. Nevitt Sanford veröffentlichte Studie The Authoritarian Personality geprägt. Die Studie war Teil eines großen Forschungsprojektes an der University of California, Berkeley, über die psychologischen Grundlagen von Vorurteilen, insbesondere solchen antisemitischer Art.
Vorausgegangen war Wilhelm Reichs psychoanalytisch-gesellschaftskritische Auseinandersetzung mit Faschismus und Nationalsozialismus. Er behauptete einen fundamentalen Zusammenhang zwischen autoritärer Triebunterdrückung und faschistischer Ideologie. Die autoritär verfasste Familie sei die Keimzelle des autoritären Staates. Ausführlicher und genauer als Reich entwickelte Erich Fromm in seinen theoretischen und empirischen Arbeiten die Grundzüge des autoritären Charakters, insbesondere 1941 in seinem Buch Escape from Freedom. Viele dieser Komponenten sind im Ansatz des amerikanischen Projekts wiederzuerkennen. Außerdem hatte Fromm bereits 1929/1930 in der Arbeiter- und Angestellten-Erhebung eine groß angelegte sozialwissenschaftliche Erhebung über den autoritären Charakter und andere Formen des Sozialcharakters mit der damals noch selten verwendeten Methode der Fragebogen durchgeführt.
Fromm hatte bereits 1936 für das kollektiv verfasste Werk des Frankfurter Instituts für Sozialforschung Studien über Autorität und Familie zwei grundlegende Beiträge zur theoretischen und empirischen Sozialpsychologie verfasst. Max Horkheimer schrieb hier einen allgemeinen kultur- und familiensoziologischen Beitrag zum Thema Autorität. Vielleicht betonte er etwas stärker als Fromm, und ähnlich wie Reich, die äußere gesellschaftliche Repression. Demgegenüber spielte die Konzeption eines „autoritären Syndroms“ in dem Kapitel Elemente des Antisemitismus in der häufig zitierten Dialektik der Aufklärung von Max Horkheimer und Theodor W. Adorno (1944/1969) keine zentrale Rolle. Dennoch betonte Adorno die Verbindung zwischen seinem Untersuchungsanteil und der Dialektik der Aufklärung.
Die Begriffsgeschichte ist seitdem durch die Konkurrenz unterschiedlicher Erklärungsansätze geprägt:
- Aus psychoanalytischer Sicht bildet sich der autoritäre Charakter aus, wenn aggressiv-triebhafte und andere Bedürfnisse des Kindes durch elterliche Gehorsamkeitsforderungen zu stark unterdrückt und schließlich auf andere Menschen, sozial Schwächere oder Minderheiten gerichtet werden;
- aus soziologischer Sicht wird primär der Anpassungsdruck der repressiven gesellschaftlichen Bedingungen und hierarchischen Strukturen verantwortlich gemacht;
- aus sozialpsychologischer Sicht werden vor allem die von der Familie und anderen sozialen Bezugsgruppen übernommenen Denkmuster hervorgehoben, also Einstellungen und Vorurteile aufgrund des fehlenden oder falschen Wissens über andere Personengruppen;
- entwicklungspsychologisch bedingen Autoritätskonflikte in einer misslingenden Ablösung von den Eltern eine unzureichende Identitätsfindung und Selbständigkeit, so dass eine autoritär strukturierte Abhängigkeit fortbesteht;
- aus Sicht der differentiellen Psychologie ist das Zusammenwirken einer Verhaltensbereitschaft (Disposition) und einer „passenden“ Auslösesituation wichtig, um verständlich zu machen, dass autoritäres Verhalten sich nicht einheitlich zeigt, sondern von der individuellen Disposition und der jeweiligen Situation abhängt.

## Forschungsprojekt zurAuthoritarian Personality
Im Jahr 1943 begannen der Sozialpsychologe R. Nevitt Sanford zusammen mit dem Psychiater und Psychologen Daniel J. Levinson in Berkeley ein Forschungsprojekt über Antisemitismus (Berkeley Public Opinion Study, University of California). In den gemeinsam mit dem emigrierten Frankfurter Institut für Sozialforschung begonnenen Studien über Vorurteile wurde Sanford 1944 gemeinsam mit dem Philosophen und Gesellschaftstheoretiker Theodor W. Adorno Forschungsdirektor. Die psychoanalytisch ausgebildete Psychologin Else Frenkel-Brunswik war eine maßgebliche Mitarbeiterin und Mitautorin. Studies in Prejudice entstand als wissenschaftlicher Beitrag des American Jewish Committee zur US-Kriegsanstrengung. Dabei stand im Hintergrund die Frage nach dem in den USA latenten Antisemitismus, wie er sich zum Beispiel in dem Vorurteil kundtat, die Juden drückten sich vor dem Kriegsdienst, seien aber die größten Nutznießer des Krieges.
Das Buch über die Authoritarian Personality erschien verzögert erst im Jahr 1950, obwohl die meisten Manuskripte bereits Mitte 1947 fertig waren. Über die Gründe gibt es unterschiedliche Darstellungen und Hinweise: Auseinandersetzungen wegen finanzieller Schwierigkeiten, Diskussionen über die Kennzeichnung von Autoren-Anteilen, über Buchtitel und Vorwort. Adorno stellte, weil es zeitweilig keine Finanzierung mehr gab, die Arbeit an seinen Kapiteln ein und schloss diese erst 1949 vor der Rückkehr des emigrierten Instituts nach Frankfurt ab. Ins Deutsche wurde das Buch, das nicht zuletzt mit Blick auf den Nationalsozialismus entstanden war, nie vollständig übersetzt. Erst 2019 erschien sein 1947 verfasster Entwurf für ein Schlusskapitel, das nicht in das Buch aufgenommen worden war und Ansatz sowie Ergebnisse im Kontext der Kritischen Theorie reflektiert, in dem Band Bemerkungen zu „The Authoritarian Personality“ und weitere Texte.

Forschungskonzeption und Theorie
Die Autoren des Buchs über Authoritarian Personality stellten sich die Frage, weshalb bestimmte Individuen antisemitische und ethnozentrische Ideen akzeptieren und andere nicht. Bei den ethnozentrischen und anderen Vorurteilen handele es sich nicht einfach um falsche und konformistische Meinungen, die einfach zu korrigieren wären, sondern diese hätten tieferliegende und weniger zugängliche Motive. Wer als Kleinkind von seinen Eltern autoritär behandelt werde, entwickle später selber einen autoritären Charakter, der kaum noch beeinflussbar sei und sich durch Feindseligkeit gegenüber Anderen oder Unterlegenen auszeichne.
In diesem Forschungsvorhaben ging es vorrangig um psychologische Variablen und im Kern um psychoanalytische Erklärungshypothesen mit der praktischen Absicht, zum demokratischen Prozess beitragen zu können. Im ersten Schritt sollten die Grundzüge der autoritären Persönlichkeit erfasst werden: starres Festhalten an Konventionen, Machtorientierung und Unterwürfigkeit, Destruktivität und Zynismus. Über die bloße Beschreibung der Vorurteile hinaus sollte entwicklungspsychologisch erkundet werden, aus welchen grundlegenden Motiven, emotionalen Erfahrungen und Charaktereigenschaften solche Denkmuster entstehen. So wurde zwischen den geäußerten Meinungen und den zugrundeliegenden dynamisch miteinander verbundenen (und unbewussten) Strukturen des Individuums unterschieden. Die Autoren versuchten, Methoden der Sozialpsychologie und die psychoanalytisch orientierte dynamische Charakterlehre, interpretative und statistische Verfahren, miteinander zu verbinden.
Nach der Theorie der autoritären Persönlichkeit zeichnen sich Personen, die faschistischen Ideologien anhängen, durch eine unsachgemäße, vorurteilsvolle Betrachtung der sozialen und politischen Verhältnisse, unter anderem durch Antisemitismus und Ethnozentrismus, aus. Aus psychoanalytischer Sicht wird eine – weitgehend unbewusste – Feindseligkeit auf andere Menschen gerichtet. Diese Projektion bezieht sich vor allem auf ethnische, politische oder religiöse Minderheiten, zumal hier weniger gesellschaftliche Sanktionen zu befürchten sind oder bereits solche Vorurteile existieren. Da die faschistischen Gruppierungen im Wesentlichen aus dem rechten oder konservativen Lager Unterstützung erfuhren, wurden Teile der konservativen Einstellung ebenfalls als Ausdruck dieser Persönlichkeitsstruktur gewertet. Als Untersuchungsmethoden dienten standardisierte Fragebögen: die AS-Skala (für „Antisemitismus“), die E-Skala (für „Ethnozentrismus“) und die PEC-Skala (für „politisch-ökonomischen Konservatismus“). Die zugrunde liegende autoritäre Persönlichkeitsstruktur sollte mit der neuen California-F-Skala (für „implizite antidemokratische Tendenzen und Faschismuspotential“) erfasst werden. Sie setzt sich aus folgenden Subskalen zusammen:
- Conventionalism – Festhalten an Hergebrachtem
- Authoritarian Submission – Autoritätshörigkeit/-unterwürfigkeit
- Authoritarian Aggression – Tendenz, Verstöße gegen hergebrachte Werte ahnden zu wollen
- Anti-Intraception – Ablehnung des Subjektiven, Imaginativen und Schöngeistigen
- Superstition and Stereotype – Aberglaube, Klischee, Kategorisierung und Schicksalsdeterminismus
- Power and Toughness – Identifikation mit Machthabern, Überbetonung der gesellschaftlich befürworteten Eigenschaften des Ich
- Destructiveness and Cynicism – Allgemeine Feindseligkeit, Herabsetzung anderer Menschen
- Projectivity – Veranlagung, an die Existenz des Bösen in der Welt zu glauben und unbewusste emotionale Impulse nach außen zu projizieren
- Sex – Übertriebene Bedenken bezüglich sexueller Geschehnisse

Die Autoren stellten ausführlich dar, wie sie die Fragebogenskalen entwickelten und die Umfrage auswerteten. Befragt wurden mehr als 2000 Personen, davon 1518 mit den Skalen in der endgültigen Fassung. Es wurden ca. 40 Gruppen unterschiedlichster Herkunft einbezogen, primär aus Kalifornien und hauptsächlich aus der Mittelschicht, darunter relativ viele Studenten. Für die sehr ausführlichen Interviews wurden schließlich je 40 Frauen und Männer aufgrund extrem hoher oder extrem niedriger Werte in den Fragebogenskalen AS, E und PEC ausgesucht, also Personen mit sehr ausgeprägten Vorurteilen und solche mit nur geringen Vorurteilen, wobei eine ähnliche Verteilung hinsichtlich Alter, Geschlecht und Religionszugehörigkeit angestrebt wurde. Zum Interview gehörten die Themen Politik, Wirtschaft, Religion, Minderheiten, teilweise mit indirekten Fragen, sowie der Thematische Apperzeptionstest TAT von Henry Murray, der latente oder unbewusste Motive, Konflikte und Einstellungen erkunden sollte.
Der erwartete Zusammenhang zwischen Ergebnissen der F-Skala und der Ausprägung von Antisemitismus, Ethnozentrismus und politisch-ökonomischem Konservatismus wurde weitgehend bestätigt. Dies zeigte sich auch in den Interviews. In anderer Hinsicht wirkt die Publikation unabgeschlossen. Inwieweit Interview, Fragebogen und TAT übereinstimmen oder sich widersprechen, wurde kaum untersucht. Ob das Interview und der TAT geeignet sind, die tieferliegenden Motive und die Dynamik der frühkindlichen familiären Prägungen zu erhellen, wurde kaum diskutiert. Die Abhängigkeiten von soziodemographischen Merkmalen und Stichproben wurde zwar gesehen, aber noch zu wenig berücksichtigt. Es fehlen genaue Angaben zur relativen Häufigkeit der Syndrome in den untersuchten Gruppen und vertiefende Analysen des Zusammenhangs mit soziodemographischen Variablen. Dennoch enthält das Buch eine Vielfalt von methodischen Innovationen, wissenschaftlich anregenden empirischen Befunden und theoretischen Perspektiven.

### Innovative Aspekte des Forschungsprojektes
Berühmt wurde das Buch nicht allein deshalb, weil diese sozialwissenschaftliche Untersuchung von Faschismus und Autoritarismus handelte. Der Forschungsansatz war in mehrerer Hinsicht innovativ:
- Die Autoren verbanden die empirische Sozialpsychologie der Einstellungsforschung mit der differentiellen Psychologie und empirischen Persönlichkeitsforschung, entlehnten ihre zentralen Erklärungshypothesen der psychoanalytischen Theorie und bezogen außerdem soziologische Konzepte ein.
- Die Forschung orientierte sich an einem interaktionistisch-dynamischen Konzept. Das autoritäre Syndrom wird weder als eine starre Eigenschaft noch als eine ausschließlich situationsabhängige Verhaltensweise aufgefasst. Dies ist ein moderner, mittlerer Weg zwischen Eigenschaftstheorie und Situationismus, zwischen Differentieller Psychologie und Soziologie.
- Die Unterscheidung zwischen Einstellung (Denkmuster) und zugrundeliegender Charakterstruktur erfordert eine Kombination mehrerer Methoden: die innovative F-Skala, das vertiefende Interview und der TAT zur Aufdeckung verborgener Wünsche, Ängste und Abwehrmechanismen.
- Der empirische Ansatz war sehr breit angelegt und umfasste große Personengruppen, benutzte sowohl statistische als auch interpretierende Methoden.
- Diese psychologische Forschung hatte einen sozialwissenschaftlichen Bezugsrahmen; sie war Grundlagenforschung zur Erklärung des Faschismus mit politisch engagiertem Blick auf die gesellschaftlichen Bedingungen und auf die praktische Bedeutung für die demokratische Erziehung.

Die Forschungsarbeit wird oft als große Pionierleistung der Sozialforschung betrachtet. Das Konzept der autoritären Persönlichkeit ist aus psychologischer Sicht wahrscheinlich der bis dahin wichtigste Einzelbeitrag zum Verständnis der Entwicklung zum Totalitarismus.

### Anteile der vier Hauptautoren
Sanford hatte den wesentlichen Anteil an der theoretischen Konzeption und der Methodenentwicklung der Skalen. Die primär von ihm dargestellte Entwicklung der Faschismus-Skala (California-F-Scale) bildet einen zentralen Teil des Buches. Mit dieser F-Skala sollte in Gruppenstudien die in der Charakterstruktur begründete Anfälligkeit des Individuums für den Faschismus beurteilt werden. Levinson war vor allem für die Skalen zu Ethnozentrismus, Antisemitismus und Politisch-Ökonomischer Ideologie zuständig. Auch Frenkel-Brunswik hatte Anteil an dieser Skalenentwicklung, war jedoch vor allem für die Konstruktion und tiefenpsychologische Auswertung der Interviews zuständig. Das Interview diente dem Einblick in die zugrundeliegenden psychologischen Bedingungen und außerdem der Gültigkeitskontrolle der Fragebogenskalen. Adorno hatte neben Frenkel-Brunswik einen Anteil an der Auswertung der Interviews und schrieb, wie diese, über erkennbare politisch-psychologische Typen, jedoch stärker soziologisch orientiert. Er ging von der Gruppierung der Personen mit besonders hohen oder niedrigen Werten in der F-Skala aus und interpretierte das Interviewmaterial nach Themen wie „funktionaler Charakter des Antisemitismus“, „der imaginäre Feind“ oder „Antisemitismus wozu?“.

### Rezeption und Kritik
In den USA fand The Authoritarian Personality großes Interesse und Anerkennung der Absichten. Die fachliche Kritik richtete sich teils gegen die psychoanalytischen Erklärungsversuche, teils gegen die fehlende Repräsentativität der Erhebung. Häufig wurde bemängelt, dass nicht hinreichend zwischen der autoritären Persönlichkeit und dem gewöhnlichen Konservativismus unterschieden wurde. Außerdem existiert Autoritarismus nicht nur im rechten, sondern auch im linken Extrem politischer Einstellungen – wie etwa Hans Jürgen Eysenck und Milton Rokeach darlegten. Edward Shils wandte ein, der Studie liege eine überholte politische Rechts-links-Einteilung zugrunde.
Die kritische Auseinandersetzung über die Komponenten (Subskalen) der F-Skala dauern bis heute an. Diese wirken psychologisch heterogen und sind individuell verschieden ausgeprägt, erscheinen also nicht als eine Einheit. Der Begriff Syndrom drückt aus, dass es sich um ein Muster verwandter Merkmale handelt, die typisch sind, auch wenn u. U. einzelne Aspekte fehlen. Der sozioökonomische Status, Bildungsgrad, Schichtzugehörigkeit und andere Merkmale könnten einige der beobachteten Zusammenhänge vielleicht einfacher erklären. Trotz methodischer Unzulänglichkeiten hat die Theorie der Autoritären Persönlichkeit großen Einfluss auf nachfolgende Forschungsarbeiten ausgeübt.
In Deutschland war unter den Verhältnissen der Nachkriegsjahre vorauszusehen, dass empirische Sozialforschung über potentiell-faschistische Denkmuster bei vielen Personen Anstoß und Abwehr auslösen würde. Die zumindest in den ersten Jahren nur geringe Neigung deutscher Historiker, Soziologen und Psychologen, sich wissenschaftlich mit der deutschen Vergangenheit auseinanderzusetzen, wurde inzwischen verschiedentlich dargestellt. Die Rezensionen des Buchs waren zwiespältig, teils auch polemisch.

## Autoritarismus-Studien nach 1950
Am Institut für Sozialforschung (IfS) wurden zwischen 1951 und 1971 (Adorno war geschäftsführender Direktor von 1953 bis 1969) zwei größere Untersuchungen zum Autoritarismus bzw. Antisemitismus unternommen: das sogenannte Gruppenexperiment (Pollock 1955) sowie die Entwicklung und Anwendung der Frankfurter Autoritarismus-Skala (A-Skala) in einer großen und einigen kleineren Meinungsumfragen (von Freyhold 1971). Hinzu kamen kleinere Meinungsbefragungen, u. a. die Umfrage bei 232 Personen der Frankfurter Bevölkerung nach aktuellen antisemitischen Vorfällen (Schönbach 1961).
Die auf Gruppendiskussionen beruhende Einstellungsforschung sollte einen Zugang zur „nicht-öffentlichen Meinung“ der deutschen Durchschnittsbevölkerung ermöglichen, indirekt auch antisemitische Tendenzen erfassen. In dem von Adorno verfassten theoretischen Kapitel taucht jedoch das Konzept der „autoritären Persönlichkeit“ überhaupt nicht auf. Diese Studie war methodisch viel enger angelegt als das amerikanische Vorbild. Neu war jedoch die halbstandardisierte Gruppendiskussion, die sich methodisch an ähnliche Verfahren in der angloamerikanischen Markt- und Werbe-Forschung jener Zeit anlehnt. Doch weshalb sollten politische Einstellungen, die inzwischen als sozial unerwünscht galten, in der unkontrollierten Dynamik der Gruppensituation gültiger erfasst werden können als in Einzelinterviews oder Fragebögen? Dementsprechend mussten 61 Prozent der Teilnehmer als „Totalschweiger“ ausgeklammert werden. Das mit 121 Gruppen, 1635 Personen und über 6000 Seiten Protokollnotizen groß angelegte Projekt macht daher den Eindruck einer methodisch beschränkten und missglückten Variante der amerikanischen Studie.
In dem Meinungsforschungsprojekt von Freyhold (1971) wurde 1961 ein repräsentativer Bevölkerungsquerschnitt von 1989 Personen im Rahmen der sogenannten Eichmann-Umfrage erhoben. Eine innovative theoretische Perspektive fehlte, und bei der Frankfurter Autoritarismus-Skala handelte es sich um eine Revision der früheren Fragebogenskalen. Wie dringend es für den Gültigkeitsnachweis des Fragebogens und für ein tieferes Verständnis des Autoritarismus wäre, die NSDAP-Mitglieder und ihre Mitläufer sowie die Täter zu untersuchen, wurde nicht berücksichtigt.
Rolf Wiggershaus stellte die Frage, ob „das wiedererstandene IfS nicht von vornherein ungeeignet“ war, „die aktuelle und konkrete Analyse der objektiven Faktoren“ zu leisten (Wiggershaus 1997, S. 500). Six stellte fest, das IfS habe nach seiner Rückkehr nach Deutschland „nie wieder die Bedeutung für die Autoritarismus-Forschung erlangt, die es in den USA hatte“ (Six 1997, S. 226). Das aus diesen Details erhaltene Bild zeigt, dass die sozialwissenschaftliche Autoritarismus-Forschung in Deutschland schleppend begann und dass es zumindest während der ersten zwei Jahrzehnte der Nachkriegszeit nicht zu einer gründlichen, methodisch innovativen und praxisrelevanten Forschung kam. Die wesentlichen sozialpsychologischen Forschungsprojekte wurden weiterhin in den USA unternommen, u. a. das Milgram-Experiment und das Stanford-Prison-Experiment oder Erich Fromms großes Werk aus dem Jahr 1974 über die Anatomie der Destruktivität.
Im Kontext der deutschen Studentenbewegung von 1968 sah Adorno Parallelen zwischen der protestierenden Außerparlamentarischen Opposition und eben jenen autoritären Strukturen, die sie zu bekämpfen vorgab. Er schrieb an seinen Freund Herbert Marcuse: „Die Gefahr des Umschlags der Studentenbewegung in Faschismus nehme ich viel schwerer als Du. Du müßtest nur einmal in die manisch erstarrten Augen derjenigen sehen, die womöglich unter Berufung auf uns selbst, ihre Wut gegen uns kehren.“
Mit Gekränkte Freiheit. Aspekte des libertären Autoritarismus legten Carolin Amlinger und Oliver Nachtwey eine Studie vor, die an die ursprüngliche Forschung zur autoritären Persönlichkeit anschließt.

## Konsequenzen für die Pädagogik
Ihre Forschung über Antisemitismus und Autoritarismus habe, so betonten Horkheimer und Adorno an verschiedenen Stellen, einen Bezug zur demokratischen Erziehung. Diese Orientierung lag im Nachkriegs-Deutschland sehr nahe. Adorno sah dabei zwei Bereiche: Erziehung in der Kindheit und allgemeine Aufklärung. Damit befasste er sich in dem am 18. April 1966 ausgestrahlten Rundfunkvortrag Erziehung nach Auschwitz:

„Die Forderung, daß Auschwitz nicht noch einmal sei, ist die allererste an Erziehung. Sie geht so sehr jeglicher anderen voran, daß ich weder glaube, sie begründen zu müssen noch zu sollen. Ich kann nicht verstehen, daß man mit ihr bis heute so wenig sich abgegeben hat.“

„Ich kann mir selbstverständlich nicht anmaßen, den Plan einer solchen Erziehung auch nur im Umriß zu entwerfen. Aber ich möchte wenigstens einige Nervenpunkte bezeichnen. Vielfach hat man – etwa in Amerika – den autoritätsgläubigen deutschen Geist für den Nationalsozialismus und auch für Auschwitz verantwortlich gemacht. Ich halte diese Erklärung für zu oberflächlich, obwohl bei uns, wie in vielen anderen europäischen Ländern, autoritäre Verhaltensweisen und blinde Autorität viel zäher überdauern, als man es unter Bedingungen formaler Demokratie gern Wort hat.“

„Ich möchte aber nachdrücklich betonen, daß die Wiederkehr oder Nichtwiederkehr des Faschismus im Entscheidenden keine psychologische, sondern eine gesellschaftliche Frage ist. Vom Psychologischen rede ich nur deshalb so viel, weil die anderen, wesentlicheren Momente dem Willen gerade der Erziehung weitgehend entrückt sind, wenn nicht dem Eingriff der Einzelnen überhaupt.“

Adornos eigene Thesen und Anregungen zur Erziehung nach Auschwitz sind demnach grundsätzlich, aber allgemein geblieben. Das Programm einer neuen Pädagogik, also einer antiautoritären Erziehung, orientierte sich an anderen Autoren: Wilhelm Reich, Ludwig Marcuse und Alexander Sutherland Neill. Bemerkenswert ist, dass in den vorausgegangenen Jahren weder bei Alexander Mitscherlich noch in der sehr verbreiteten Erziehungspsychologie von Reinhard Tausch und Anne-Marie Tausch der Begriff „Autoritäre Persönlichkeit“ oder Erich Fromm überhaupt vorkamen. Zwischen der abstrakten Sozialtheorie des einflussreichen IfS, der empirischen Sozialwissenschaft, der akademischen Erziehungspsychologie und der Wirklichkeit des schulischen Alltags im Nachkriegsdeutschland gab es eine große Kluft.

## Neuere Forschung

### Forschungsvielfalt
Die internationale Forschungsliteratur ist heute unüberschaubar. Bereits im Jahr 1993 wies Meloen 2.341 Publikationen aus. In Deutschland stammt die erste umfassende und methodenkritische Auseinandersetzung – erst im Jahr 1966 – von Klaus Roghmann. Mit der F-Skala oder mit ähnlichen Skalen wurden, vor allem in den USA, zahlreiche Personengruppen untersucht, in Deutschland beispielsweise auch ehemalige Angehörige der Waffen-SS und SS sowie Angehörige der Wehrmacht, jedoch erst 1962 bis 1966 (siehe Steiner, Fahrenberg 2000).
Die psychologische Struktur des politischen Konservatismus und des Autoritarismus ist ein überdauerndes Thema der Einstellungsforscher. Die Diskussion spiegelt auch den Wandel von tiefenpsychologischen, soziologischen bis zu sozial-kognitiven Strömungen wider, hängt aber an alten Kontroversen fest. So beschreiben Jost u. a. (2003) den ideologischen Kern des Konservatismus in einem Zwei-Komponenten-Modell: Widerstand gegen Änderungen und Rechtfertigung bestehender Ungleichheiten. Greenberg und Jonas hatten dagegen zuvor behauptet, dass die Annahme eines rigiden Festhaltens an einer extremen (rechten oder linken) Ideologie völlig ausreicht (siehe: politisches Spektrum). Andere Autoren wie Lederer oder Oesterreich wollen mit ihren Autoritarismusfragebogen wesentlich mehr Komponenten erfassen (siehe: F-Skala). Auch in den neueren, kritischen oder positiven Diskussionsbeiträgen scheint die abstrakte Unterscheidung zwischen sozialer Einstellung und Persönlichkeitseigenschaft immer noch eine Rolle zu spielen (siehe Martin 2001, Roiser und Willig 2002, Oesterreich 2005, Rippl u. a. 2000, Six 2006).

### Verhaltensnähere Untersuchungsansätze
Detlef Oesterreich hat die Konzeption der autoritären Persönlichkeit stärker interaktionistisch und verhaltensnäher ausgerichtet. Demnach ist das autoritäre Syndrom die Folge eines Sozialisationsprozesses, der das Kind überfordert, wenn es zwar den Schutz einer Autorität suchen muss, sich aber gerade deswegen nicht zu einer autonomen Person entwickeln kann. Kinder identifizieren sich auf natürliche Weise mit ihren Eltern und anderen mächtigen Bezugspersonen. Statt sich dann abzulösen und sich zu unabhängig denkenden, selbständigen Personen weiterzuentwickeln, verbleiben sie in einer ängstlichen Unterordnung, in einer Überidentifikation mit Bezugspersonen oder mit weltanschaulichen, politischen und religiösen Bezugsgruppen.
„In meinen bisherigen Untersuchungen habe ich zweierlei nachzuweisen versucht: 1. dass politische Krisensituationen autoritäre Reaktionen hervorrufen, die unter bestimmten Bedingungen zu einer Orientierung an politisch extremen Gruppen führen können, und 2. dass autoritäre Persönlichkeiten das Ergebnis einer zur Unselbständigkeit führenden Sozialisation sind.“
An Oesterreichs Konzeption anschließend wäre die enge Verschränkung zwischen einer persönlichen Tendenz (latenten Disposition) zum autoritären Verhalten und einer als Auslösebedingung passenden sozialen Situation im Alltag gründlicher zu untersuchen. Hinzu kommt die spezielle Ideologie, wobei autoritäre Personen ihre Ideologie wechseln können, einige sogar zwischen rechtsextrem und linksextrem „kippen“. Weder die autoritären Persönlichkeitszüge eines Menschen noch  das soziale Umfeld und dessen Wertorientierung allein sind entscheidend. Erst die aktuelle soziale Situation bedingt, ob und wie sich Konformität und Gehorsam äußern, ob jemand sich den Überzeugungen und den Forderungen der Mehrheit bewusst zu widersetzen wagt.
Die amerikanische Verhaltensökonomin Karen Stenner argumentiert, dass Autoritarismus kein Persönlichkeitsmerkmal sei, sondern als Reaktion auf Bedrohungen der normativen Ordnung anzusehen ist, wenn das „vorgestellte ‚Wir‘“ zerfällt, etwa durch die Angst vor dem „ethnischen Verschwinden“ und vor Zuwanderung in Osteuropa.

### Notwendige Verbindung der Perspektiven
Es gibt weiterhin Einwände gegen den Begriff der autoritären Persönlichkeit und Kritik an den empirischen Untersuchungen, die sich in der Regel nur auf Fragebogen (siehe: F-Skala) oder Berichte stützen und nicht auf die Beobachtung des autoritären Verhaltens im Alltag. Wenn von einem typischen Muster von Einstellungen und Handlungsabsichten gesprochen wird, bedeutet dies, dass einzelne Komponenten durchaus fehlen können. Trotz solcher Vorbehalte handelt es sich um ein sehr wichtiges Konzept, und die besonders ausgeprägten Formen der autoritären Persönlichkeit sind überall zu erkennen: unübersehbar in Familien, in der Politik und Wirtschaft, in Institutionen und im Alltag. Die autoritäre Persönlichkeit ist konformistisch. Abweichungen vom „Normalen“ werden abgelehnt, u. U. verfolgt. Individualismus und liberale Einstellung oder ein kultureller Pluralismus werden nicht toleriert.
In der Mehrzahl der deutschen Lehrbücher der Sozialpsychologie wird die Autoritarismus-Forschung nur kurz abgehandelt, meist ohne die herausragenden Studien in den wichtigen Details zu referieren und ohne auf die aktuelle Forschung einzugehen oder den Alltagsbezug herzustellen. Wenn Publikationen über Rechtsextremismus  nicht die Begriffe  Autoritarismus, autoritäre Persönlichkeit oder F-Skala zitieren, ist zu vermuten, dass vorwiegend soziologisch ausgebildete Sozialforscher weiterhin sehr reserviert sind gegenüber psychologischen Erklärungshypothesen für die Entstehung der individuellen Verhaltensunterschiede. Die psychoanalytischen Erklärungsversuche werden zumeist abgelehnt und im Sinne des verbreiteten Kognitivismus eher die kognitive Seite der extremen Einstellungen, also das fehlende Wissen, das Vorurteil  oder die verzerrte Urteilsbildung gesehen – statt auch nach der tieferen Motivation, der Emotionsregulation und nach dem besonderen familiären Erziehungsstil zu fragen. Die übertriebene Abgrenzung zwischen dem soziologischen (und gesellschaftskritischen) Ansatz einerseits und der persönlichkeits- und entwicklungspsychologischen Forschung andererseits ist auf diesem Gebiet unfruchtbar, denn es handelt sich um einander ergänzende Perspektiven einer notwendig interaktionistischen Forschung. Vorrangig bleibt die gründliche Untersuchung der geäußerten Einstellung (Selbstbeurteilung), der auslösenden Situation und des tatsächlichen Verhaltens.
Wichtige Aspekte der autoritären Persönlichkeit werden heute oft unter den Begriffen (Rechts-)Extremismus, Antisemitismus oder Fundamentalismus behandelt. Repräsentative sozialwissenschaftliche Studien haben in den letzten Jahrzehnten immer wieder einen großen Prozentsatz von Antworten ergeben, die als Hinweis auf eine autoritäre Einstellung zu interpretieren sind (u. a. SINUS-Studie zum Rechtsextremismus 1981; Lederer und Schmidt, 1995; Decker, Brähler 2000;  Heitmeyer 2002–2011).